# Seneka Młodszy

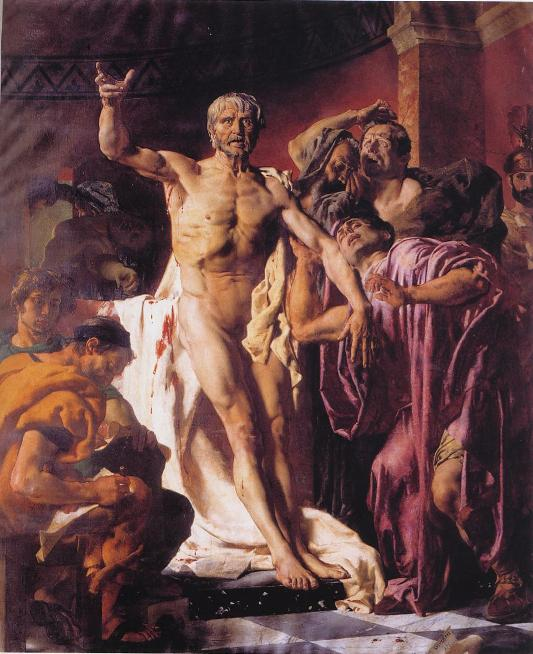
Śmierć Seneki (mal. Joseph-Noël Sylvestre, 1875)

Lucius Annaeus Seneca (Minor) (ur. ok. 4 p.n.e. w Kordobie, zm. 65 r. n.e.), Lucjusz Anneusz Seneka (Młodszy) – retor, pisarz, poeta, filozof rzymski, zwany Filozofem, syn Seneki Starszego (Seneca Maior) zwanego Retorem (Seneca Rhetor). Stoik, piewca heroicznej etyki. Jego filozofia wywarła znaczny wpływ na chrześcijaństwo. Był wychowawcą cesarza Nerona, na początku jego rządów miał znaczne wpływy na dworze, w 56 roku n.e. sprawował urząd konsula. W 63 roku wycofał się z polityki, a dwa lata później Neron zmusił go do popełnienia samobójstwa, oskarżając go o rzekome powiązania ze spiskiem Pizona.

## Życiorys
Urodził się w 4 r. p.n.e. w Kordobie. Był drugim synem Hevii i Lucjusza Anneusa Seneki. Jego starszy brat Junniusz Anneusz Novatus (później znany jako Junniusz Gallio) był prokonsulem jednej z rzymskich prowincji. Młodszy brat nazywał się Annaeus Mela.
W młodości Seneka studiował w Rzymie retorykę i filozofię. Jego pierwszy nauczyciel Attalos zaszczepił w nim zainteresowanie do filozofii stoickiej. Ze względu na słaby stan zdrowia Seneka w 16 r. n.e. wyjechał do Egiptu. Do Rzymu wrócił stamtąd w 31 roku n.e. Dziesięć lat później został jednak przez cesarza Klaudiusza (pod wpływem jego trzeciej żony Messaliny) zesłany na Korsykę. Seneka nigdy nie wybaczył cesarzowi swego zesłania i po jego śmierci napisał na jego cześć złośliwy panegiryk Udynienie boskiego Klaudiusza. Z wygnania powrócił jeszcze za życia tego władcy, tym razem za wstawiennictwem jego czwartej żony, Agrypiny, która w 49 r. n.e. uczyniła go wychowawcą swego syna, przyszłego cesarza Nerona. Po śmierci Klaudiusza w 54 r. n.e Seneka stał się wraz z prefektem Burrusem jednym z głównych doradców młodego, wówczas zaledwie 17-letniego Nerona. Seneka i Burrus mieli duży wpływ na politykę Cesarstwa. Właśnie w tym okresie życia Seneka mógł w największym stopniu realizować swoje pomysły na idealne państwo. Był jednym z tych filozofów, którzy mieli realny wpływ na politykę. Tak pisze o tym rzymski historyk Tacyt:

A doszłoby do dalszych mordów, gdyby Afraniusz Burrus i Anneusz Seneka nie byli się im sprzeciwili. Ci, jako kierownicy młodego władcy i - co przy wspólności władzy nader rzadko się zdarza - z sobą zgodni, odmiennymi środkami równe posiedli wpływy: Burrus przez swą gorliwość w sprawach wojskowych i surowość obyczajów, Seneka przez swą naukę wymowy i szlachetną uprzejmość.

Jednak z biegiem czasu ich wpływ na cesarza malał. Po śmierci Burrusa pozycja Seneki w oczach Nerona zmalała do tego stopnia, że ten wolał oddalić się z pałacu cesarskiego. Nie ustrzegło go to jednak od tego, by zostać oskarżonym o udział w spisku przeciw życiu Nerona. Dawny wychowanek filozofa w tym czasie obawiał się już wpływów i powagi Seneki i szukał okazji, by pozbyć się niewygodnego świadka swoich zbrodni. W końcu wysłał do niego oddział żołnierzy, by ci przekazali Senece wydany przez Nerona wyrok śmierci. Tak o reakcji Seneki na ten wyrok pisze Tacyt:

ów nie przeraził się; żąda tabliczek testamentu, a kiedy setnik mu odmówił, zwrócił się do przyjaciół i oświadczył, że skoro za ich zasługi wzbroniono mu odpłacić wdzięcznością, zostawia im to, co jedyne jeszcze posiada, co jednak jest najpiękniejsze: obraz swojego życia; jeżeli ten będą mieli w pamięci, w chwale swych cnót znajdą zapłatę za tak stałą przyjaźń. Zarazem kiedy płakali, już to w rozmowie, już to surowiej w tonie karcącym nawoływał ich do hartowności, zapytując, gdzie podziały się zasady mądrości. Gdzie przez tyle lat przeciw grożącym niebezpieczeństwom ćwiczona rozwaga? Komuż bowiem nie znane było okrucieństwo Nerona? Wszak nic mu już innego po morderstwie matki i brata pozostaje, jak dodać jeszcze zabójstwo wychowawcy i nauczyciela. Skoro te i inne podobne słowa wyrzekł jakby pod adresem ogółu, uściskał żonę i - wbrew sile ducha w tej chwili - nieco wzruszony prosi ją i błaga, aby się miarkowała i nie oddawała nieustannej boleści, lecz rozpatrując jego życie spędzone w cnocie starała się tą szlachetną pociechą swej tęsknocie za mężem ulżyć.

Wchodząc do wanny z ciepłą wodą, pokropił nią niewolników ze słowami: libare se liquorem illum Iovi Liberatori (libację tę składam Jowiszowi Oswobodzicielowi).
Zobacz obraz: śmierć Seneki.

## Twórczość

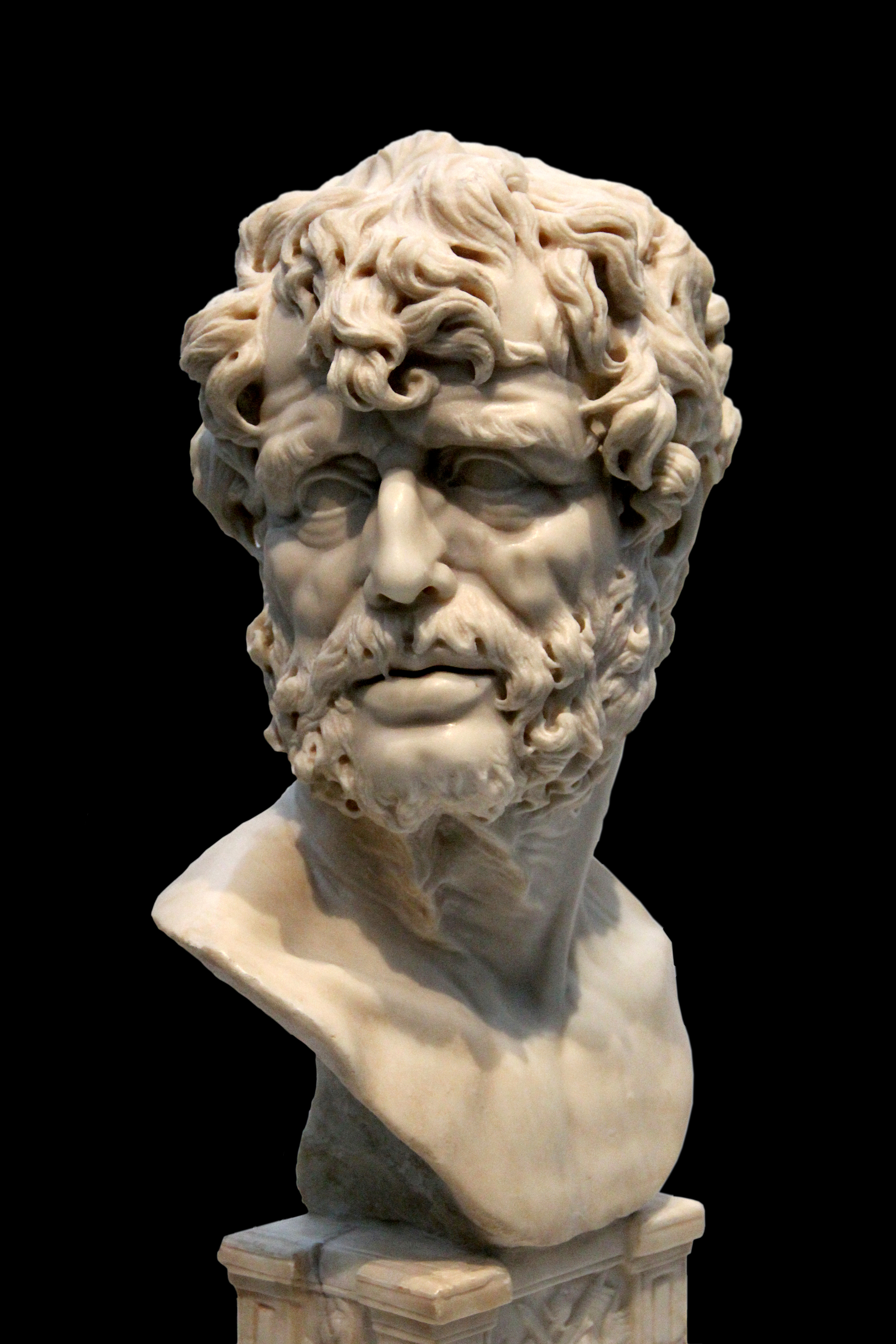
Seneka Młodszy (anonimowe popiersie z XVII w.)

Autor następujących dzieł łacińskich:
- filozoficznych:
  - Dialogi:
    - O pocieszeniu do Marcji (De consolatione ad Marciam)
    - O pocieszeniu do matki Helwii (De consolatione ad Helviam matrem)
    - O pocieszeniu do Polibiusza (De consolatione ad Polybium)
    - O krótkości życia (De brevitate vitae)
    - O życiu szczęśliwym (De vita beata)
    - O gniewie (De ira)
    - O bezczynności (De otio)
    - O Opatrzności (De Providentia)
    - O pokoju ducha (De tranquillitate animi)
    - O niezłomności mędrca (De constantia sapientis)

  - 124 listy moralne do Lucyliusza (Epistulae morales ad Lucilium)
  - Rozprawy:
    - O łagodności (De clementia)
    - O dobrodziejstwach (De beneficiis)
    - O przesądności (De superstitione) [zaginiona, cytowana w Państwie Bożym Augustyna, 6.10-6.11.]
- przyrodniczych:
  - Zagadnienia przyrodnicze (Quaestiones naturales)
- satyr:
  - Udynienie boskiego Klaudiusza (Apocolocyntosis divi Claudii)
- tragedii:
  - Herkules szalejący (Hercules Furens)
  - Herkules etejski (Hercules Oetaeus)
  - Trojanki (Troades)
  - Fenicjanki (Phoenissae)
  - Medea (Medea)
  - Fedra (Phaedra)
  - Edyp (Oedipus)
  - Agamemnon (Agamemno)
  - Tyestes (Thyestes)
  - Oktawia (Octavia)

Tragedie Seneki były prawdopodobnie utworami niescenicznymi, przeznaczonymi jedynie do czytania lub recytacji. Autorstwo przekazanej w zbiorach tragedii Seneki Octavii jest kwestionowane. Obecnie większość badaczy uważa, że powstała ona już po śmierci jej rzekomego autora.

## Poglądy filozoficzne
Seneka był stoikiem, filozofował w ramach tradycji myśli stoickiej, choć nawiązuje do myśli wielu wcześniejszych filozofów niestoickich, stąd można określić filozofię Seneki mianem synkretyzującej. Nawiązywał także do cyników, wskutek czego spał np. na twardych materacach, czy pił tylko wodę. Seneka stworzył jednak własną oryginalną koncepcję filozofii. Językiem filozofii Seneki była łacina. Rozróżniał trzy główne działy filozofii: etykę, logikę i fizykę, przy czym tę pierwszą, tak jak wcześniejsi stoicy, uważał za najważniejszą. Jego filozofia ma charakter terapeutyczny, mądrościowy. Seneka występuje w swoich dziełach jako lekarz duszy, życiowy terapeuta.
W antropologii jest dualistą. Uważa ciało za więzienie duszy. W etyce nakazuje zwalczanie i eliminowanie uczuć, szczególnie najgroźniejszego z nich – gniewu. Działanie cnotliwe polega na dobrowolności i rozumie, a podmiot działający według ich nakazów osiągnie szczęście. Tylko cnota daje szczęście.
Poglądy Seneki były powszechnie znane wśród rzymskiego plebsu. Filozof był przeciwnikiem walk gladiatorów, a jego niechęć do tego typu igrzysk była powszechnie znana nawet w środowisku samych gladiatorów. W jednej z jadalni koszar w Pompejach odkryto inskrypcję: filozof Annaeus Senecas jest jedynym pisarzem rzymskim, który potępia te krwawe igrzyska.

## Medea i Kolumb
Na końcu aktu pierwszego tragedii Medea chór śpiewa następujący tekst:
375

venient annis saecula seris,

quibus Oceanus vincula rerum

laxet et ingens pateat tellus

Tethysque novos detegat orbes

nec sit terris ultima Thule.
Jest to przepowiednia, że nadejdą czasy, kiedy Ocean rozluźni swoje więzi, Tetyda ukaże i Thule (zapewne Islandia - wtedy najodleglejsza ze znanych krain) nie będzie ostatnim lądem. Krzysztof Kolumb cytował ją, podobnie jak wielu innych starożytnych autorów, chrześcijańskich i pogańskich, budując argument, że jego projekt podróży w poszukiwaniu nowych lądów, przepowiedziany w starożytności, to zrządzenie Opatrzności.